# Lorenzo Carcaterra
Lorenzo Carcaterra (New York, 1954. október 16. –) olasz származású amerikai író. A "Pokol konyhája" leghíresebb könyvének, a Sleepersnek a színhelye, amelyet 1996-ban egy azonos című filmre adaptáltak. 2009 áprilisában csatlakozott a True/Slant hírhálózathoz bloggerként. A True/Slant 2010. július 31-én beszüntette működését, miután összesen valamivel kevesebb, mint egy évig működött.

## Életrajza
Carcaterra a manhattani Hell’s Kitchenben született, New York államban. Családja Ischia szigetéről származik, 18 mérföldre (29 km) Nápoly partjaitól.
1980-ban lett újságíró, ekkor kezdtek megjelenni első cikkei különböző újságokban.
Carcaterra felesége, Susan Toepfer tüdőrákban halt meg 2013. december 24-én. Carcaterra két gyermekének, Kate-nek és Nicknek is ő volt az anyja.

## Művei

### Regények
- A Safe Place (1993)
- Sleepers (1995)
  - A könyvben Carcaterra ír magáról (a filmben Jason Patric(wd) alakítja) és három fiatal barátjáról, akik az 1960-as években Manhattan Hell’s Kitchen részében éltek. Miután olyan utcai csínytevést hajtanak végre, amelynek következtében egy férfi akaratlanul súlyosan megsérül, a könyv szerint négyüket egy felföldi fiatalkorúak börtönébe küldik, ahol brutalizálják és szexuálisan zaklatják őket a létesítmény őrei. A Manhattan nyugati oldalán található Jézus Szíve Templom és Iskola, ahova Carcaterra járt, felháborodását fejezte ki az állításai miatt, míg a manhattani kerületi ügyészség azt állította, hogy a könyvben leírt esethez hasonlókról nincsenek feljegyzések. Carcaterra bevallotta, hogy szándékosan találta ki a történet egyes részleteit, mondván: "Meg kell változtatnod a dátumokat, neveket, helyeket, embereket. A kinézetüket; másképp kell kinézniük. Ha itt történt, akkor ott kell megtörténnie."[5]
- Apaches (1997)
- Gangster (2001)
- Street Boys (2002)
- Paradise City (2004)
- Chasers (2007)
- Midnight Angels (2010)
- The Wolf (2014)
- Tin Badges (2019)

### Egyéb
- Bevezetés a modern könyvtári klasszikusokba a The Count of Monte Cristo, rövidített változata, egy regény, amely fontos szerepet játszik Carcaterra Sleepers (Alvók) című önéletrajzi regényében,
- A Esküdt ellenségek (Law & Order) sorozat számos epizódját írta és készítette,
- New York-i tudását felhasználva hozzájárult az Alone in the Dark című 2008-as videojátékhoz,
- Írt más publikációkat, köztük a National Geographic Travelernek(wd).[4]

### Magyarul megjelent
- Egy gengszter (Gangster) – GABO, Budapest, 2003 · ISBN 9639421650 · Fordította: Rácz Péter
- Michael Crichton / Nicholas Sparks / Barry Eisler(wd) / Lorenzo Carcaterra: Préda / Viharos szerelem / Hajsza Tokióban / Utcagyerekek – Reader's Digest, Budapest, 2004 (Reader's Digest válogatott könyvek) · ISBN 9639562068 · Fordította: Barkóczi András, Pelle Csilla, Gy. Horváth László, Bornai Tibor
- Pokoli lecke (Sleepers) – GABO, Budapest, 2005 · ISBN 963-7318-66-6 · Fordította: Szőnyi Péter

## Egyéb információk
- Honlapja
- A love story Archiválva 2015. május 24-i dátummal a Wayback Machine-ben
- Lorenzo Carcaterra az Internet Movie Database oldalon (angolul)

## Fordítás
- Ez a szócikk részben vagy egészben  a   Lorenzo Carcaterra című angol Wikipédia-szócikk fordításán alapul.  Az eredeti cikk szerkesztőit annak laptörténete sorolja fel. Ez a jelzés csupán a megfogalmazás eredetét és a szerzői jogokat jelzi, nem szolgál a cikkben szereplő információk forrásmegjelöléseként.